# Przepływ w kanale zamkniętym
Przepływ w kanale zamkniętym to część hydrauliki i mechaniki płynów i jest rodzajem przepływu cieczy w zamkniętym kanale (kanał w znaczeniu rurociągu zamkniętego). Drugim rodzajem przepływu cieczy jest przepływ w kanale otwartym. Te dwa rodzaje przepływu jakkolwiek podobne pod wieloma względami, różnią się jednak istotnym szczegółem. Przepływ w kanale zamkniętym nie posiada powierzchni swobodnej, która ma miejsce w drugim przypadku. Na ciecz przepływającą w zamkniętym przestrzeni nie działa bezpośrednie ciśnienie atmosferyczne, sama ciecz wywiera jednak ciśnienie hydrauliczne na ściany kanału, (przewodu lub rury).
Nie każdy ruch cieczy w pozornie zamkniętym przewodzie podlega prawom przepływu cieczy w kanale zamkniętym. Rury spustowe (nie mylić z rynną) w swojej konstrukcji są przewodem zamkniętym, zazwyczaj jednak zachowują powierzchnię swobodną i dlatego uważa się je za otwarte kanały. Wyjątkiem jest sytuacja, gdy kanalizacja burzowa wypełniona jest w 100%, w takim przypadku może być traktowana czasowo jak przestrzeń zamknięta, samo zjawisko nazywa się zaś uderzeniem hydraulicznym lub falą ciśnienia.
Energia przepływu rury jest wyrażona jako wysokość ciśnienia i jest określona przez równanie Bernoulliego. W celu ukazania wysokości piezometrycznej wzdłuż przepływu cieczy w rurze, na schematach często przedstawia się gradient hydrauliczny. Przepływ cieczy w kanale zamkniętym podlega stratom wskutek tarcia, co określa równanie Darcy’ego-Weisbacha.

## Stany przepływu
Zachowanie strumienia cieczy w rurze jest regulowane głównie przez działanie siły ciężkości i lepkości w stosunku do sił bezwładności przepływu. W zależności od  stosunku sił bezwładności do sił lepkości, reprezentowanych przez liczbę Reynoldsa, przepływ może być laminarny lub turbulentny. Jeśli wartość liczby Reynoldsa wynosi poniżej krytycznej wartości około 2040 przepływ rury będzie w efekcie laminarny, powyżej tej wartości może zmienić się w przepływ burzliwy. Ponadto, przejście z przepływu laminarnego w turbulentny może być wrażliwe na niedoskonałości i zakłócenia poziomu.
Przepływ przez rury można z grubsza podzielić na dwie części:
- Przepływ laminarny - zobacz Prawo Hagena-Poiseuille'a
- Przepływ burzliwy (zwany ruchem turbulentnym)